# Marco Petronio Umbrino
Marco Petronio Umbrino (en latín Marcus Petronius Umbrinus) fue un senador romano del siglo I, que desarrolló su carrera política bajo los imperios de Nerón, Vespasiano, Tito y Domiciano.

## Carrera
Su primer cargo conocido fue el de gobernador de la provincia Licia y Panfilia en 79/80, bajo Tito, además de ser miembro del colegio sacerdotal de los VII viri epulones. Inmediatamente después fue promocionado al cargo de consul suffectus entre septiembre y octubre de 81, falleciendo Tito en ese momento. 